# Caecilia gracilis
Стройната цецилия (Caecilia gracilis) е вид безкрако земноводно от семейство Caeciliidae. Видът не е застрашен от изчезване.
Възрастните екземпляри достигат 65 – 70 см дължина; диаметърът им е между 5 и 8 мм. Кожата е изцяло масленозелена или тъмнокафява, по-светла от коремната страна.

## Разпространение и местообитание
Разпространен е в Бразилия, Перу, Суринам и Френска Гвиана.
Обитава райони с тропически и субтропичен климат, гористи местности, градини, савани и плантации.